# Ceraspis albovaria
Ceraspis albovaria är en skalbaggsart som beskrevs av Blanchard 1850. Ceraspis albovaria ingår i släktet Ceraspis och familjen Melolonthidae. Inga underarter finns listade i Catalogue of Life.